# Sistotremella cystidiolophora
Sistotremella cystidiolophora är en svampart som beskrevs av Boidin & Gilles 1994. Sistotremella cystidiolophora ingår i släktet Sistotremella och familjen Hydnodontaceae.   Inga underarter finns listade i Catalogue of Life.